# NID (Stargate)
El NID es una sombría agencia de inteligencia ficticia que aparece recurrentemente a lo largo de toda la serie de televisión Stargate SG-1, y en los episodios "Masa Crítica" y "Miller's Crossing" de Stargate Atlantis.

## Descripción
Se trata de un organismo independiente del Gobierno similar a la DIA, la CIA o la NSA, pero comparable a la Sección 31 de Star Trek en la forma en que llevan a cabo sus actos. El NID parece estar ubicado en un complejo de oficinas en o cerca de Washington D. C., aunque algunos miembros del NID, de hecho, tienen rango militar y trabajan en el Pentágono. Oficialmente, su mandato es vital para proporcionar la supervisión civil a las operaciones militares de alto secreto.
Dentro de la serie, el NID puede dividirse en dos grupos:

### El NID Oficial
Era una funcional y responsable operación que tiene por objeto investigar y explotar las nuevas tecnologías obtenidas a través del Stargate del SGC, mientras que, al mismo tiempo, observan a los miembros del ejército de los Estados Unidos para garantizar que sus acciones son  "correctas". El organismo oficial tiene una serie de agentes estilo Hombres de Negro, como el agente Malcolm Barrett, que tienen la categoría de agentes federales, y burócratas como Richard Woolsey. También hay un número desconocido de personal militar que aparentemente informan a la cadena de mando del NID y la de los militares en una extraña manera, como los coroneles Maybourne y Simmons (que irónicamente mientras trabajó públicamente para el NID Oficial, también lo hizo para el NID Renegado).

### El NID Renegado
Fue un conjunto de agentes renegados con recursos que utilizan métodos inescrupulosos para adquirir tecnologías alienígenas, desarrollar armas, y recopilar informes de inteligencia. A pesar de su ilegalidad, y los esfuerzos de las ramas legítimas del NID de cazar y destruir a la organización cancerosa, los agentes renegados hacen un amplio uso de los operativos y los recursos del NID. Inicialmente operaban utilizando el segundo Stargate desenterrado en el episodio "Soledades". Más tarde, utilizaron como base otro planeta o almacenes en desuso en toda la Tierra.

## Historia
A lo largo de la serie la labor del grupo de renegados se ha asociado con el Coronel Harry Maybourne.  Los elementos renegados justifican sus métodos inescrupulosos alegando que, al igual que el SGC, sólo tratan de defender la Tierra de los Goa'uld. Ellos critican al SGC diciendo que su modus operandi de contactos diplomáticos y negociaciones es demasiado lento. Sin embargo, parece que lejos del patriotismo, los renegados NID estaban vinculados a varias personas y empresas que desean explotar las tecnologías extraterrestres para obtener ganancias financieras. Esas empresas y los empresarios individuales son los líderes tras la sombra de los Renegados NID, "El Comité", que finalmente se convirtió en El Trust cuando la SGC logrado detener y encarcelar a la mayoría de los integrantes.
En el episodio "Touchstone", el General Hammond comenta: "Hace tiempo cuando el programa Stargate comenzó hubo una escaramuza filosóficas acerca de su mandato. Algunas personas querían asegurarse de que todo y todos los descubrimientos fueran traídos independientemente de consideraciones como la diplomacia planetaria". Hammond también hace observaciones sobre que él pensaba que había uno o varios políticos "tirando de las cuerdas detrás de escena", este se reveló más tarde como el senador Robert Kinsey. Otro miembro destacado del grupo era el coronel Frank Simmons, interpretado por John de Lancie.
Actualmente, el NID se ha convertido en una organización más legítima que trabaja para la seguridad del programa Stargate y ayuda al SGC en las operaciones en la Tierra, tales como el interrogatorio de prisioneros. Recientemente, su principal objetivo parece ser neutralizar la amenaza planteada por El Trust. Parece también que a partir un cierto grado de participación de los Estados Unidos con el IOA, ha sido acompañado de apoyo por parte del NID y su personal. Richard Woolsey, ex (o actual?) agente del NID de los EE. UU. se ha convertido en representante de la IOA.
- Datos: Q1572949